# Apokryphe jüdische Schriften
Als Apokryphe jüdische Schriften bzw. Sefarim Chitzonim (סְפָרִים חִיצוֹנִים), „außenstehende Bücher“, bezeichnet man eine Sammlung religiöser und literarischer Texte, die nicht in den Kanon der hebräischen Bibel aufgenommen wurden. Der Begriff „Ha-Sefarim Ha-Chitzoniyim“  bedeutet wörtlich „die äußeren Schriften“, was auf ihren Status außerhalb des traditionellen jüdischen Kanons, des Tanach, hinweist. In einigen Stellen des Talmuds wurde auf vereinzelte Schriften Bezug genommen. So finden sich im Traktat Sanhedrin (hebräisch מַסֶּכֶת סַנְהֶדְרִין)  10:1 oder Gittin 56b Hinweise auf nicht-kanonische Schriften wie das Buch Henoch. Auch in rabbinischen Schriften ab der Zeit der Geonim oder in späteren Kommentaren, wie bei Maimonides in seiner Mischne Tora, gibt es gelegentlich Verweise auf solche Schriften. Maimonides spricht in seiner Mischne Tora („Hilchot Teshuvah 3:8“) von einigen dieser Schriften, ohne sie jedoch als kanonisch anzuerkennen. Und letztlich in der jüdischen Mystik und Kabbala finden sich ebenfalls Verweise auf die „Sefarim Chitzonim“, besonders wenn es um die esoterische Auslegung von Schriften geht.
Sie sind oft von historischem, theologischen oder literarischem Interesse. Hingegen enthält die Septuaginta alle Bücher der hebräischen Bibel aber auch zusätzliche apokryphe und deuterokanonische Bücher. 
Diese Übersetzung entstand ab 250 v. Chr. im hellenistischen Judentum, vorwiegend in der jüdischen Gemeinde im antiken Alexandria. Das rabbinische Judentum stand dem Hellenismus mehrheitlich kritisch gegenüber.

## Historischer Hintergrund
Die Schriften sind in der Regel in der Zeit des Zweiten Tempels, also ca. 516 v. Chr. bis 70 n. Chr. oder unmittelbar danach verfasst worden. Damit spiegeln sie die religiösen und sozialen Veränderungen dieses Zeitraumes wider. Da die meisten dieser Werke im zweiten Jahrhundert v. Chr. im Gefolge des Makkabäeraufstandes oder in den letzten Jahrzehnten des ersten Jahrhunderts n. Chr. nach der Zerstörung des Zweiten Tempels geschrieben wurden, können sie auch als Reaktion auf die politischen und religiösen Herausforderungen der Zeit gesehen werden.
In einem enger gefassten Zeitraum, um die Zeitenwende, also vom ca. 1. Jahrhundert v. Chr. bis 1. Jahrhundert n. Chr., gab es im Judentum eine Vielzahl von Sekten, Gruppierungen und Bewegungen, die unterschiedliche theologische, politische und soziale Ansichten vertraten und auch Heilserwartungen hatten. Darüber hinaus hatten die einzelnen Gruppen eine jeweils unterschiedliche Auffassung über die Kanonizität der hebräischen Bibel. Die jüdische Gesellschaft war stark von den Ereignissen der Zeit geprägt, darunter der römischen Besatzung, dem Einfluss hellenistischer Kultur und inneren Konflikten.

## Bedeutung
Verfasst wurden die Texte vor allem in Hebräisch, Aramäisch und Griechisch. Viele der Schriften, die in der Septuaginta (der griechischen Übersetzung der hebräischen Bibel) enthalten sind, wurden in dieser Zeit verfasst.  Die jüdischen Apokryphen unterscheiden sich von den Apokryphen des Neuen Testaments und den Apokryphen der christlichen Bibel (Deuterokanonisch), da sie die einzigen dieser Sammlungen sind, die innerhalb eines jüdisch-theologischen Rahmens prosperierten.
Hieronymus (Prologus galeatus) nennt den „Überschuss“ der Septuaginta die „Apokryphen“.

„Hic prologus Scripturarum quasi galeatum principium omnibus libris, quos de hebraeo vertimus in latinum, convenire potest, ut scire valeamus, quicquid extra hos est, inter apocrifa seponendum. Igitur Sapientia, quae vulgo Salomonis inscribitur, et Iesu filii Sirach liber et Iudith et Tobias et Pastor non sunt in canone. Macchabeorum primum librum hebraicum repperi, secundus graecus est, quod et ex ipsa φρασιν probari potest“

„Diese Vorrede zu den Schriften kann gleichsam als behelmte Einleitung zu allen Büchern passen, die wir aus dem Hebräischen
ins Lateinische übersetzt haben, damit wir imstande sind zu wissen, dass all das, was außerhalb dieser ist, unter die Apokryphen abgetrennt werden muss. Daher sind die ›Weisheit‹, die für gewöhnlich Salomo zugeschrieben wird, und das Buch Jesu, des Sohnes Sirachs, und Judit und Tobias und der ›Hirte‹ nicht im Kanon enthalten. Das erste Buch der Makkabäer habe ich auf Hebräisch vorgefunden, das zweite ist griechisch, was auch an dem Stil als solchem erwiesen werden kann.“

Sie entstanden nicht nur in einem unterschiedlichen kulturellen, theologischen und historischen Kontext, sie wurden auch anders rezipiert. Jüdische Apokryphen dienten dazu, Fragen zu vertiefen, die in den kanonischen Schriften nicht ausführlich behandelt wurden, wie z. B. das Problem des Bösen, der Engelwesen, des Jenseits und der Eschatologie. Eine große Anzahl dieser Texte boten Hoffnung auf eine göttliche Intervention in Zeiten von Verfolgung und Krise, besonders im Kontext der hellenistischen oder römischen Herrschaft (z. B. 1. Makkabäer, 2. Baruch).
Literaturwissenschaftliche Untersuchungen und Vergleiche zeigen ein enges Verhältnis von apokryphen Schriften und apokalyptischen Vorstellungen, die aber nicht identisch sind.

## Verbindung zum Christentum
Viele der jüdischen Apokryphen und Pseudepigraphen wurden ursprünglich von jüdischen Autoren verfasst, aber im Laufe der Zeit, insbesondere in der frühen christlichen Ära, von christlichen Schreibern überarbeitet oder erweitert.
Obgleich sie nicht Teil des Tanachs sind, wurden viele von ihnen in anderen religiösen Traditionen, wie etwa in den Schriften des Christentums, aufgenommen.

## Begriffsabgrenzungen
Während apokryphe Schriften sich dadurch auszeichnen, nicht Teil eines gegebenen Kanons zu sein, sind pseudepigraphische Texte Werke die von mehreren Autoren oder einem Autor bzw. Redaktor, -en bewusst im Namen einer bekannten Persönlichkeit abgefasst oder fälschlicherweise einer solchen zugeschrieben wurden. Es gibt dabei Schnittmengen zwischen apokryphen und pseudepigraphischen Werken.

## Schriften (Auswahl)
- 1 Baruch (ספר ברוך)
- 2 Baruch ('חזון ברוך א)
- 3 Baruch ('חזון ברוך ב)
- 4 Baruch (Pseudepigraphie)
- 1 Henoch ('ספר חנוך א)
- 2 Henoch ('ספר חנוך ב)
- 3 Henoch ('ספר חנוך ג)
- 1 Esdra (עזרא החיצוני) (Esra-Nehemia-Buch)
- 2 Esdra (חזון עזרא)
- 1 Makkabäer ('ספר מכבים א)
- 2 Makkabäer (ספר מכבים ב׳)
- 3 Makkabäer (ספר מכבים ג׳)
- 4 Makkabäer (ספר מכבים ד׳)
- Ergänzungen zum Buch Esther  (תוספות למגילת אסתר) (Buch Esther)
- Ergänzungen zum Buch Daniel (תוספות לספר דניאל) (Buch Daniel)
- Apokalypse des Abraham[13] (חזון אחרית הימים של אברהם)
- Apokryphen Jannes und Jambres (Jannes und Jambres)
- Himmelfahrt des Jesaja (עליית ישעיהו)
- Himmelfahrt des Mose (עליית משה)
- Buch von Gad dem Seher (דברי גד החוזה) (Gad)
- Buch der Jubiläen (ספר היובלים)
- Buch Judit (ספר יהודית)
- Buch Tobit (ספר טוביה)
- Buch der Weisheit (חכמת שלמה)
- Genesis-Apokryphon (מגילה חיצונית לבראשית)
- Geschichte der babylonischen Gefangenschaft
- Josef und Asenat (יוסף ואסנת)
- Aristeasbrief (איגרת אריסטיאס)
- Brief des Jeremia (איגרת ירמיהו)
- Pseudo-Philo, Liber Antiquitatum Biblicarum (קדמוניות המקרא)
- Leben Adams und Evas (ספר אדם וחוה)
- Gebet des Manasse (תפילת מנשה)
- Psalm 151 (מזמור קנ"א)
- Psalmen 152–155 (מזמורי קנ"ב–קנ"ה)
- Psalmen Salomos (מזמורי שלמה)
- Sibyllinische Orakel (חזיונות הסיבילות)
- Buch des Sirachs (בן סירא)
- Testament Abrahams (צוואת אברהם)
- Testament des Ijobs (דברי איוב)
- Testament von Qahat (צוואת קהת)
- Testamente der zwölf Patriarchen (צוואות השבטים)
- Visionen des Amrams (חזון עמרם)